# Traffic in Babies
Traffic in Babies è un cortometraggio muto del 1914 diretto da Frank Lloyd. Prodotto dalla Rex Motion Picture Company, il film aveva come interpreti Herbert Rawlinson, Beatrice Van, Helen Wright e lo stesso regista Frank Lloyd nel ruolo del valletto.

## Trama
Mentre Jack Hardy, il suo corteggiatore, sta per chiederle la mano, Ann Farris viene a sapere che suo padre, un banchiere ormai in disgrazia, si è ucciso per la vergogna di poter essere accusato di appropriazione indebita. Ann, non volendo coinvolgere Jack in quella storia, manda via l'innamorato e poi decide di accettare un posto come bambinaia presso una famiglia in partenza per l'Europa.

Sono passati due anni. Katie, la figlia di una lavandaia, incontra per caso Ann. Le due scambiano qualche parole e Ann ammette con lei che non le piace un granché occuparsi del bambino che le hanno affidato. In seguito, Katie conosce uno strano uomo che, per scherzo, le offre cinquanta centesimi per il bambino di cui lei si prende cura e che lui ha salvato dall'annegamento. Lei, naturalmente rifiuta, ma ricordando le parole di Ann, dice al suo interlocutore che saprebbe dove trovare un bambino per lui. Riesce a prendere il piccolo di Ann e poi lo porta nell'appartamento dell'uomo che, in realtà, è Jack Hardy. Quando quest'ultimo torna da una passeggiata, trova a casa quell'inaspettata sorpresa, con il suo valletto che non sa spiegargli quello che è successo. Dopo avere informato la polizia dell'accaduto, Jack rivede Ann, venuta a riprendersi il bambino perduto. I due ex fidanzati sono finalmente di nuovo insieme ed ora lei sembra avere dimenticato tutte le remore che aveva avuto riguardo alle nozze con Jack, accettando così di diventare sua moglie.

## Produzione
Il film fu prodotto dalla Rex Motion Picture Company.

## Distribuzione
Distribuito dalla Universal Film Manufacturing Company, il film - un cortomrtraggio in una bobina - uscì nelle sale statunitensi il 22 novembre 1914.